# Бреретон, Джон, 4-й барон Бреретон
Джон Бреретон (англ. John Brereton; 2 декабря 1659—1718) — английский аристократ, 4-й барон Бреретон в пэрстве Ирландии с 1680 года. Принадлежал к старинному и влиятельному рыцарскому роду из Чешира, представители которого с XII века жили в усадьбе Бреретон и с 1547 года представляли своё графство в Палате общин. Был старшим сыном Уильяма Бреретона, 3-го барона Бреретона, и его жены Фрэнсис Уиллоуби. Жил в Бреретон-Холле (Чешир). Был женат на Мэри Типпинг, дочери сэра Томаса Типпинга из Уитфилд-парка (Оксфордшир), но умер бездетным, так что его наследником стал младший брат Фрэнсис.